# Playin' to Win
Albums de Outlaws
Bring It Back Alive
(1978) In the Eye of the Storm
(1979)
Singles
1. Take It Anyway You Want It
Sortie : 1978
2. You Are the Show
Sortie : 1978

Playin' to Win est le quatrième album studio du groupe de rock sudiste américain, Outlaws. Il est sorti en octobre 1978 sur le label Arista Records.
Il est le premier album studio du groupe sans le guitariste/chanteur des débuts, Henry Paul, principal responsable des éléments country qui composaient le son original du groupe. l'album a été enregistré aux Studio One de Doraville et fut produit par Robert John "Mutt" Lange. Ce dernier donna au groupe un son plus "poli" voir plus "pop" par rapport aux trois premiers albums du gang.
L'album atteindra la 60e place du Billboard 200.

## Liste des titres
1. "Take It Any Way You Want It" (Jones, Thomasson) – 3:15
2. "Cry Some More" (Jones, Thomasson) – 3:40
3. "You Are the Show" (Thomasson) – 4:56
4. "You Can Have It" (Arnold) – 3:04
5. "If Dreams Came True" (Jones, Lange) – 2:48
6. "A Real Good Feelin'" (Jones) – 4:30
7. "Love at First Sight" (Thomasson) – 2:45
8. "Falling Rain" (Salem) – 4:09
9. "Dirty City" (Sutherland) – 5:27

## Musiciens
- Hughie Thomasson: chant, guitare électrique et acoustique, pedal steel, banjo
- Billy Jones: chant, guitares
- Freddie Salem: guitares, chant, guitare slide
- Harvey Dalton Arnold: basse, chant
- Monte Yoho: batterie, percussions
- David Dix: batterie, percussions, congas

Musicien additionnel : 
- Mike Duke: claviers